# DR 97 401
Die 97 401 war eine Zahnradlokomotive, deren Zahnradtriebwerk für das Befahren von Gleisen mit Zahnstangen System Abt ausgelegt war. Sie wurde 1922 mit der preußischen Gattungsbezeichnung T 28 an die Deutsche Reichsbahn geliefert. 1925 wurde sie als 97 401 in ihren Nummernplan eingeordnet. Nach dem Ausbau des Zahnradantriebes und Zwischenstationen bei der Eutin-Lübecker Eisenbahn-Gesellschaft (ELE) und der Brandenburgischen Städtebahn kam die Lokomotive in der DDR zur Deutschen Reichsbahn und erhielt die Betriebsnummer 93 6576.

## Geschichte
Die Preußischen Staatseisenbahnen waren mit der Leistung der bisher eingesetzten Lokomotiven der Gattung T 26 nicht mehr zufrieden. Auch die Verkehrsanforderungen waren ab Ende der 1910er Jahre gestiegen. Neben einer höheren Zugleistung wurde auch eine für den Personenverkehr akzeptable Geschwindigkeit gefordert. So entwickelte der Oberingenieur bei Borsig August Meister bereits 1914 eine neue Zahnradlok, die bereits getätigte Bestellung bei Borsig wurde aber im Herbst 1914 nach dem Ausbruch des Ersten Weltkriegs zurückgezogen.
Der Prototyp von Borsig mit der Fabriknummer 10781 wurde im Januar 1922 als Erfurt 9101 geliefert. Ab Frühjahr 1922 erfolgten Probefahrten auf den Strecken Ilmenau–Schleusingen, Boppard–Kastellaun sowie der Rübelandbahn. Dabei wurde festgestellt, dass die Lokomotiven der Tierklasse der Halberstadt-Blankenburger Eisenbahn sowie die Baureihe 95 die Leistungen der Zahnradlok im reinen Adhäsionsbetrieb erreichten oder sogar überboten.
Die T 28 wurde dann im normalen Betriebsdienst zunächst von Suhl aus auf den thüringischen Zahnradstrecken eingesetzt. Ab 1928 wurde sie auf der Strecke Linz–Flammersfeld im Westerwald und der Hunsrückbahn eingesetzt. Da der Betrieb der Strecke auch durch Lokomotiven der Gattung T 16.1 (Baureihe 94.5–17) sichergestellt werden konnte, erfolgte 1929 der Verkauf der Lokomotive an die Eutin-Lübecker Eisenbahn-Gesellschaft (ELE). Dort wurde das Zahnradtriebwerk entfernt und die Lok erhielt die Betriebsnummer 17 in Zweitbesetzung.

## BStB 59
Über den Berliner Schrotthändler Erich am Ende kam die Lokomotive 1938 als Nummer 59 (ab 1940: 1-203) zur Brandenburgischen Städtebahn (BStB). Eingesetzt wurde die Lokomotive im schweren Güterzugbetrieb. Im Vergleich zu den neuen Lokomotiven mit den Nummern 51 bis 53 war sie diesen in Leistungsvermögen und Kohleverbrauch unterlegen.

## DR 93 6576
Mit der Übernahme der Brandenburgischen Städtebahn durch die Deutsche Reichsbahn erhielt die Lokomotive die Betriebsnummer 93 6576. 1955 wurde die Lokomotive ausgemustert und verschrottet.

## Konstruktive Merkmale
Die Lokomotive verfügten über einen 80 mm dicken Barrenrahmen. Der genietete Langkessel bestand aus zwei Schüssen. Die Kessellage war mit 3000 mm relativ hoch. Der Stehkessel mit einer 1,43 m breiten Rostfläche war in der Bauart Belpaire ausgeführt. Der Dampfdom befand sich auf dem ersten Kesselschuss. Der Sandkasten war auf dem zweiten Kesselschuss.
Die Kuppelradsätze waren mittels Federn unter dem Achslager und die Laufräder über dem Achslager am Rahmen abgestützt. Die erste und die dritte Achse waren fest im Rahmen gelagert. Die vierte Achse hatte eine Seitenverschiebbarkeit von 16 mm. Da die Räder für den Zahnradbetrieb zwischen den Kuppelrädern angeordnet waren, wurden die Achsstände unterschiedlich ausgelegt. Die vordere und die hintere Laufradachse wurde als Bisselachse mit einer Seitenverschiebbarkeit von 100 mm ausgeführt.
Das Triebwerk wurde als Vierzylinder-Verbund-Heißdampftriebwerk nach dem System Winterthur ausgeführt. Die Zylinder waren außenliegend waagerecht angeordnet. Die Hochdruck- und die Niederdruckzylinder wurden jeweils in einem Gussblock je Seite angeordnet. Die untenliegenden Zylinder der Hochdruckstufe arbeiteten auf die zweite Kuppelachse und konnten im reinen Reibungsbetrieb als Zwillingsmaschine betrieben werden. Die obenliegenden Zylinder der Niederdruckstufe arbeiteten über Kuppelstangen und Kurbelscheiben auf das Zahnradtriebwerk. Die Zahnräder lagen zwischen dem ersten und zweiten sowie dem zweiten und dritten Kuppelradsatz.
Die Heusinger-Steuerung war außenliegend. Die Umsteuerung der beiden Triebwerke erfolgte gemeinsam. Die Lokomotive verfügte über eine Einkammerdruckluftbremse der Bauart Knorr mit Zusatzbremse. Die Bremse wirkte auf die zweite und dritte Kuppelachse. Für den Steilstreckenbetrieb war zusätzlich eine Riggenbach-Gegendruckbremse vorhanden. Dazu verfügte die Maschine über eine handbetätigte Rillenbandbremse für das Zahnradtriebwerk sowie eine Wurfhebel-Handbremse.
Der Wasservorrat war in zwei seitlichen Wasserkästen sowie hinter dem Führerhaus gelagert. Der Kohlekasten befand sich ebenfalls hinter dem Führerhaus.